# Yeísmo
Yeísmo – proces fonetyczny zachodzący w części hiszpańskojęzycznego obszaru Ameryki Łacińskiej. Ll tradycyjnie wyrażał głoskę ʎ (palatalna lateralna). Dźwięk ten zanikł na większości obszarów Ameryki, z wyjątkiem dwujęzycznych obszarów, na których mówi się w keczua lub w innych językach rdzennych Ameryki, posiadających ten fonem w swojej fonetyce. Obecnie zanika także w Hiszpanii, ale i tam jest podobnie – nie dotyczy on dwujęzycznych obszarów języka katalońskiego lub innych języków, w których obecne jest ʎ. Na większości obszarów fonem ten upodabnia się do j. Zjawisko to nazywane jest właśnie yeísmo.